# Tratado de Poliánovka

La zona en disputa se halla resaltada en color azul.

El Tratado de Poliánovka (del ruso: Поляновский мир) o Tratado de Poliánowo (en polaco: Pokój w Polanowie) fue un tratado de paz firmado el 14 de junio de 1634 entre la Mancomunidad de Polonia-Lituania y el Zarato de Rusia en Semliovo, junto al río Poliánovka entre Viazma y Dorogobuzh (actualmente óblast de Smolensk, en la Federación de Rusia).
Rusia estuvo representada por el boyardo Fiódor Sheremétev, el kniaz okólnichi Alekséi Mijáilovich Lvov, el noble Stepán Proyestev y los diaki Grigori Necháyev y Vasili Prokófiev. Por parte de la Mancomunidad, en representación del rey acudió el kanclerz Jakub Zadzik y el hetman de Lituania Krzysztof Radziwiłł.
El acuerdo puso fin a las hostilidades de la Guerra de Smolensk. Las negociaciones se iniciaron el 30 de abril tras el fracaso del asedio polaco-lituano a Beli. Principalmente, el tratado confirmaba el statu quo ante bellum, con lo que se confirmaban las disposiciones territoriales de la anterior Paz de Deúlino, que había puesto fin a la guerra de 1605-1618. Se añadía el pago de una gran reparación de guerra (20 000 rublos en oro), la renuncia de Ladislao Vasa a su reclamación sobre el trono ruso y el retorno de las insignias reales a Moscú. El zar renunció a sus reclamaciones sobre Estonia, Livonia y el Ducado de Curlandia y Semigalia

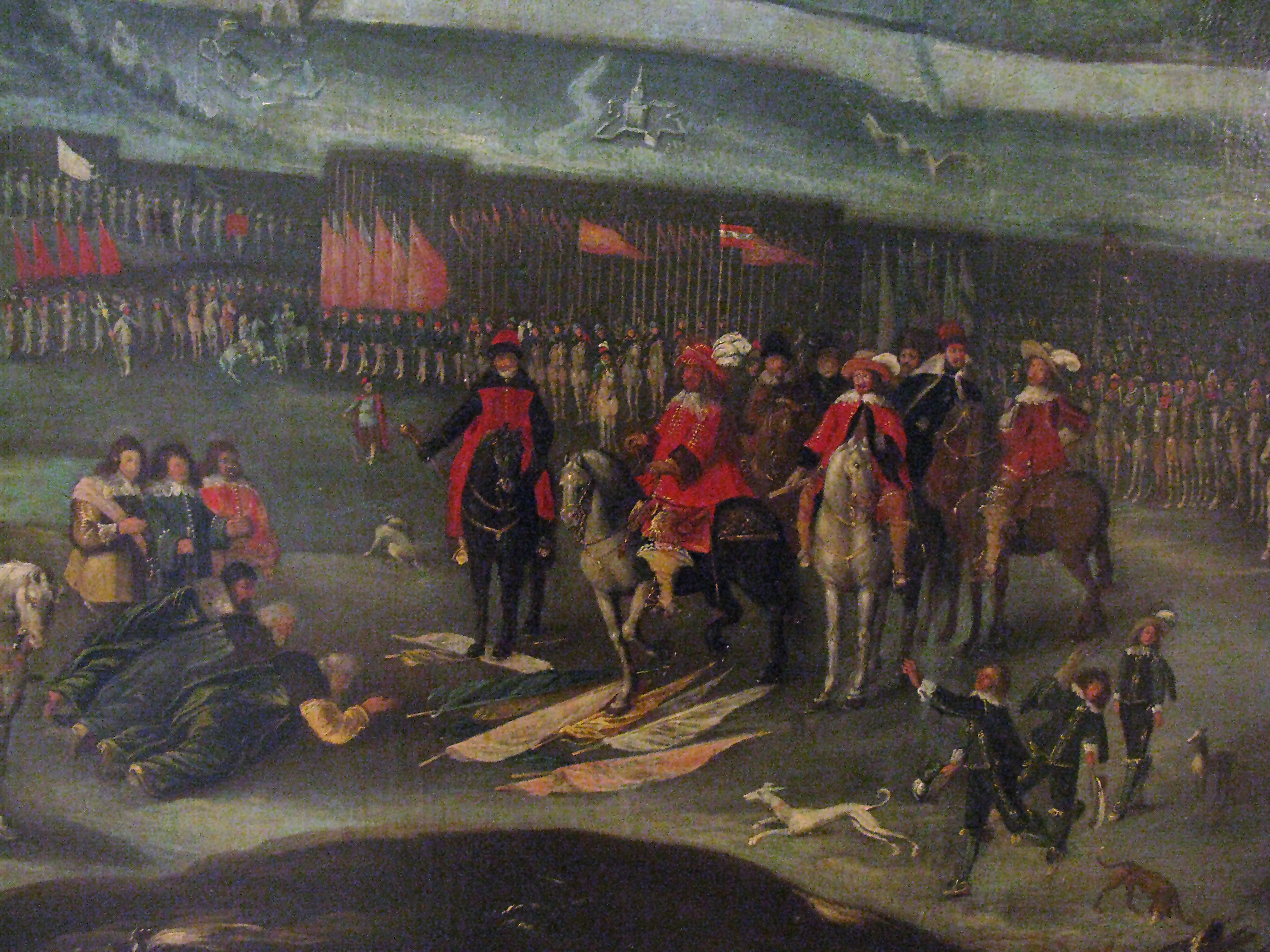
Capitulación del ejército de Mijaíl Shéin ante Ladialao IV en Smolensk.

Ladislao, pese a ser la parte vencedora, intentaba atraer a Rusia a una alianza contra Suecia, por ello, en muestra de buena voluntad accedió a entregar a los rusos la ciudad fronteriza de Serpeisk y los territorios circundantes. A pesar de tales muestras de generosidad, la alianza nunca se llevó a cabo porque el Sejm (el Parlamento polaco-lituano) no quería combatir contra Suecia tras la firma del Tratado de Sztumska Wieś, y porque los rusos no veían claro qué beneficios iban a obtener de la alianza. Asimismo se alcanzó un acuerdo para el intercambio inmediato de prisioneros, sin rescate, y se estableció un tratado comercial.
El tratado fue ratificado por ambas partes en 1635, pero los trabajos de fijación real de las fronteras se llevaron a cabo en los siguientes diez años, con múltiples inconvenientes. Pese al reconocimiento por parte rusa de la importante pérdida territorial, Ladislao solamente impuso el acuerdo para aquellas tierras que ya estaban anteriormente bajo su control: el voivodato de Smolensk para el Gran Ducado de Lituania y el voivodato de Cherníhiv para la Corona. El tratado puso fin a la política de expansión al este de la Mancomunidad, pues Rusia había demostrado que se había recuperado del Período Tumultuoso y que era capaz de acciones ofensivas y que no iba a aceptar fácilmente la pérdida de tierras que consideraba rusas. Pese a los términos de "paz eterna", estos territorios serían de nuevo objeto de disputas en las siguientes guerras ruso-polacas.